# Color Humano
Color Humano fue un trío fundado a finales de 1971 por Edelmiro Molinari, después de la disolución de Almendra. El nombre de la banda fue tomado de un tema que compuso Molinari para la misma.  

## Historia
La primera formación de la banda fue Edelmiro Molinari (guitarra y voz), Rinaldo Rafanelli (bajo y coros) y David Lebón (batería y coros). El primer recital tuvo lugar en abril de 1972, en el Teatro Atlantic de Buenos Aires. En noviembre participó en el Festival BA Rock III (ya con Moro) que dio lugar a la película Rock hasta que se ponga el sol, donde la banda abre el filme tocando "Larga vida al sol" y luego "Cosas rústicas". En diciembre de ese año grabaron su primer disco en los estudios Phonalex, en el que participaron Rodolfo García (ex Almendra) y la cantante Gabriela (Parodi), que después fue esposa de Edelmiro. 
A finales de 1972 se alejó David Lebón del grupo, para incorporarse a Pescado Rabioso, y lo reemplazó Oscar Moro. Entre marzo y junio de 1973 grabaron en Phonalex la segunda placa que sería doble, pero el sello Microfón lo editó como dos discos independientes (Color Humano 2 y Color Humano 3). El último de estos álbumes demoró hasta 1974 su lanzamiento porque era difícil conseguir vinilo por la crisis del petróleo.
La banda no se presentaba muy seguido en vivo, sin embargo a finales de 1973 realizó dos funciones continuas en el teatro Astral, en Buenos Aires, con gran convocatoria.  
Un año más tarde la banda se disuelve por conflictos internos. Edelmiro emigró a Los Ángeles. 
En 1995, los últimos integrantes de Color Humano (Molinari, Rafanelli y Moro) fueron tentados para reunirse y realizar una presentación en vivo en The Roxy. El show fue grabado y editado a finales de ese año.
En un recital de Edelmiro Molinari, se anunció la vuelta de Color Humano para el 2009, junto con Rinaldo y el baterista Sebastian Peyceré, con la idea de hacer shows y grabar un álbum.

## Discografía
- Color Humano (1972)
- Color Humano II (1973)
- Color Humano III (1974)
- En El Roxy en vivo (1995)

Sencillos
- "Hombre De Las Cumbres"/"Mañana Por La Noche" (1972)
- "Sangre del Sol"/"Va a salir un Lugar" (1973)
- "A Través De Los Inviernos"/"Hace Casi Dos Mil Años" (1973)
- "Coto de caza"/"Las Historias Que Tengo" (1973)
- "Vestido De Agua" (1974)